# Хенрих Хершкович
Хенрих Хершкович е австрийски фотограф, работил в България.

## Биография
Роден е през 1881 г. в Грац в семейство на руски евреи. Установява се в Пловдив през 1909 г., където открива фотографско студио. Снима едни от най-изтъкнатите граждани на Пловдив. Освен фотограф е и отличен художник и музикант. Той е един от водачите на широките социалисти в града, а през 1921 г. преминава към лявото крило на социалистите. Под претекст, че сътрудничи на съветското разузнаване през 1923 г. е арестуван и разстрелян.
Архивът му се съхранява във фонд 1198К в Държавен архив – Пловдив. Той се състои от 18 архивни единици от периода 1905 – 1923 г.